# Le Puy-Sainte-Réparade
Le Puy-Sainte-Réparade is een gemeente in het Franse departement Bouches-du-Rhône (regio Provence-Alpes-Côte d'Azur). De plaats maakt deel uit van het arrondissement Aix-en-Provence. Le Puy-Sainte-Réparade telde op 1 januari 2022 5.794 inwoners.

## Geografie
De oppervlakte van Le Puy-Sainte-Réparade bedroeg op 1 januari 2022 46,29 vierkante kilometer; de bevolkingsdichtheid was toen 125,2 inwoners per km².
De onderstaande kaart toont de ligging van Le Puy-Sainte-Réparade met de belangrijkste infrastructuur en aangrenzende gemeenten.

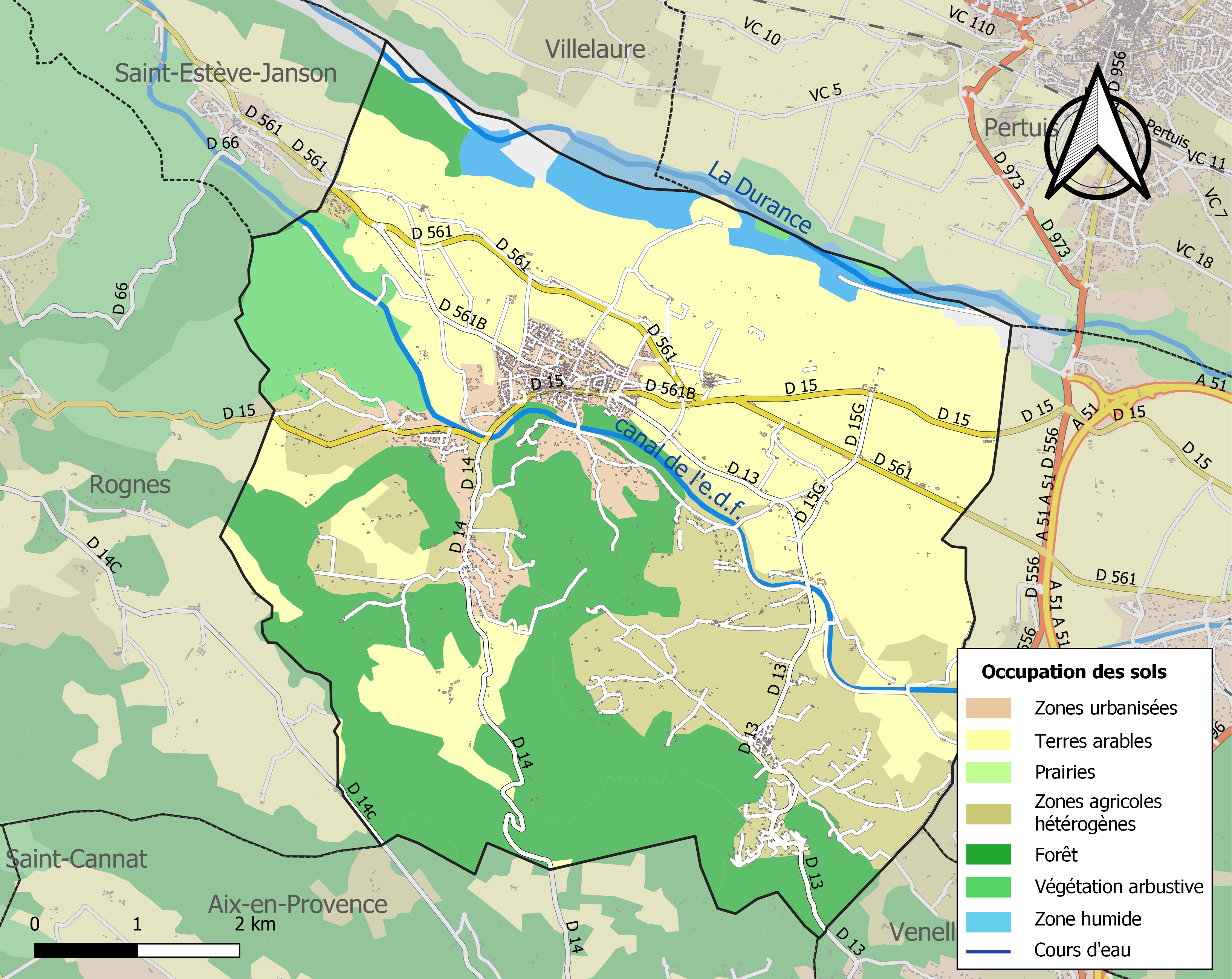

## Demografie
Onderstaande figuur toont het verloop van het inwonertal (bron: INSEE-tellingen).
Vanwege een beveiligingsprobleem met de MediaWiki Graph-software is het momenteel niet mogelijk deze grafiek weer te geven. Zodra de software is bijgewerkt zal de grafiek vanzelf weer zichtbaar worden.